# Muramvya
Muramvya est une agglomération burundaise et la capitale de la province de Muramvya.
Muramvya était, avant l'avènement de la Ire république en 1966, la dernière des résidences de l'umwi
Muramvya est l'une des provinces du burundi situé au centre du pays. La ville de la Province de MURAMVYA il est tout près de la route RN2 Bujumbura - Gitega     

## Situation géographique
Elle est située sur les plateaux centraux du pays entre Bujumbura et Gitega. Elle est une ancienne capitale royale.